# André Bresges
André Bresges (1971) é um físico alemão. É professor de didática da física na Universidade de Colônia.
Em 2007 foi chamado para o cargo de professor como um dos mais jovens professores de didática da física.